# Вежхуциці (Західнопоморське воєводство)
Вежхуциці (пол. Wierzchucice, нім. Friedrichsfeld) — село в Польщі, у гміні Інсько Старгардського повіту Західнопоморського воєводства.
Населення — 9 осіб (2011).
У 1975-1998 роках село належало до Щецинського воєводства.

## Демографія
Демографічна структура станом на 31 березня 2011 року:
|          | Загалом | Допрацездатний вік | Працездатний вік | Постпрацездатний вік |
| -------- | ------- | ------------------ | ---------------- | -------------------- |
| Чоловіки | 6       | 0                  | 6                | 0                    |
| Жінки    | 3       | 0                  | 2                | 1                    |
| Разом    | 9       | 0                  | 8                | 1                    |